# Grand canal de Ferghana
Le grand canal de Ferghana (en russe: Большой Ферганский канал, en tadjik: Канали калони Фарғона, en ouzbek: Katta Fargʻona kanali), autrefois grand canal de Ferghana Staline, est un canal d'Asie centrale construit en 1939-1940 par 160 000 kolkhoziens. Long de 345 km, il commence à la rivière Naryn près d'Outchkourgan, croise le Kara-Daria puis traverse Chakhrikhan et Kokand et se jette dans le Syr-Daria. Il traverse donc l'Ouzbékistan (283 km) et le Tadjikistan et irrigue 257 000 hectares de terres cultivées (100 000 irrigués par lui-même et le reste par des rivières croisées), surtout des champs de coton.
En 1940-1941 ont été également construits le canal de Ferghana du Sud et le canal de Ferghana du Nord.